# Mittelgebirge

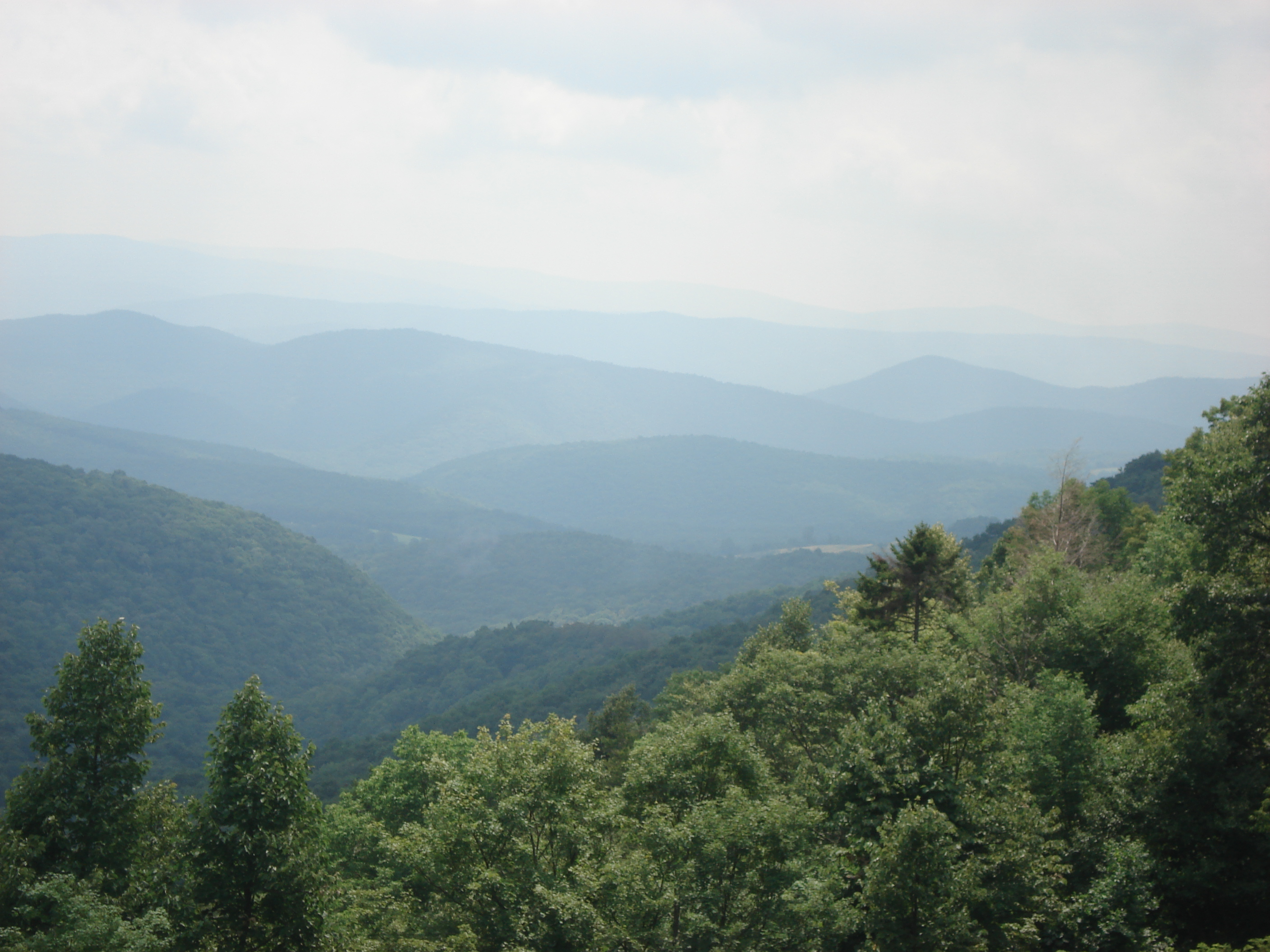
Prototypisches Rumpfgebirge mit Mittelgebirgscharakter: Appalachen (vor 300 Mio. Jahren ein Hochgebirge)

Ein Mittelgebirge ist in der deutschen Literatur eine aus der Ebene um 200 bis 1000 Meter Höhenunterschied herausragende Massenerhebung der Erdoberfläche (Gebirge) mit absoluten Höhen, die in der Regel zwischen 500 und 1500 Meter über dem Meer liegen. Im Allgemeinen sind Mittelgebirge durch ein Relief mit starken Hangneigungen und etlichen Erhebungen geprägt, die jedoch im Gegensatz zum Hochgebirge zumeist eher gerundet und weitgespannt sind. Die natürliche Vegetation weist zumindest geringfügige Unterschiede zur Ebene auf, die sich zumeist in mindestens einer Höhenstufe abgrenzen lassen. Werden die vorgenannten Bedingungen nicht erfüllt, handelt es sich um ein Hügelland, eine Rumpffläche oder eine Hochebene.
Mittelgebirge gehören zu den großen Landformen, die das Makrorelief der Erde bilden. Der Ausdruck wird sowohl allgemeinsprachlich als auch in den Geowissenschaften verwendet, etwa in der Geomorphologie (Landformenkunde), der Geologie, der Bodenkunde, der Kartografie und der Klimatologie. Eine wissenschaftlich allgemein anerkannte Definition ist aufgrund vielfältiger Abweichungen und Besonderheiten jedoch nicht vorhanden.
In der englischen Sprache, die keinen konkret verdinglichenden Begriff für Gebirge kennt, verwenden manche Autoren eigene Begrifflichkeiten wie etwa „medium mountains“ (Raymond A. Price, 1981) oder „middle mountains“ (Ives, Messerli u. Spiess, 1997), die jedoch keinen Bezug zu den benannten Mittelgebirgen haben müssen.

## Charakteristika von Mittelgebirgen
Für Höhe und Höhendifferenz gibt es keine gängigen Festlegungen; sie sind (z. B. je nach Region) verschieden. So fordern manche Quellen nur 200 m Reliefenergie, andere bis zu 500 m als Minimum und bis zu maximal 1000 m als Maximum. Anders als Hochgebirge übersteigen Mittelgebirge in der Regel nur in den borealen- und polaren Zonen die Wald- und Baumgrenze. In Mitteleuropa liegt die Grenze zum Hochgebirge bei etwa 1500 bis 1800 m. Dies entspricht der Grenze zwischen den Höhenstufen montan und alpin.
Das Riesengebirge zwischen Polen und Tschechien kann man als Grenzfall zwischen Hoch- und Mittelgebirge einordnen, es ist in mehreren Bereichen über 1500 m hoch und weist dort auch eine typische Hochgebirgsvegetation auf, seine Oberflächenformen ähneln aber überwiegend denen von Mittelgebirgen. Hochgebirgsvegetation findet sich auch auf den höchsten Bergen des Erzgebirges und im Gipfelbereich des Brocken, des höchsten Berges im Harz. Schwarzwald, Bayerischer Wald und Harz besaßen eine Eigenvergletscherung und weisen daher glaziale Formen auf.
Mittelgebirge sind oft alte Rumpfgebirge oder Tafelbergländer. Flachwellige Oberflächenformen herrschen vor; sie weisen bis auf wenige Ausnahmen wegen der geringen Höhe keine glazialen Formen auf. Im Unterschied zu den Hochgebirgen gibt es wegen der geringen Höhe der Mittelgebirge nur wenige oder gar keine unterschiedlichen Höhenstufen der Vegetation. Mittelgebirge werden anhand ihres letzten Entstehungsvorgangs klassifiziert; z. B. werden die deutschen Mittelgebirge als Bruchschollengebirge eingeordnet.
Bei einer entsprechenden Exposition der Mittelgebirge zur Hauptwindrichtung sind häufig stark ausgeprägte Steigungsregen zu beobachten. Bezüglich der Temperaturen ist das Gebirgsklima häufig nur geringfügig kühler als die Ebene.

## Mittelgebirge in Mitteleuropa

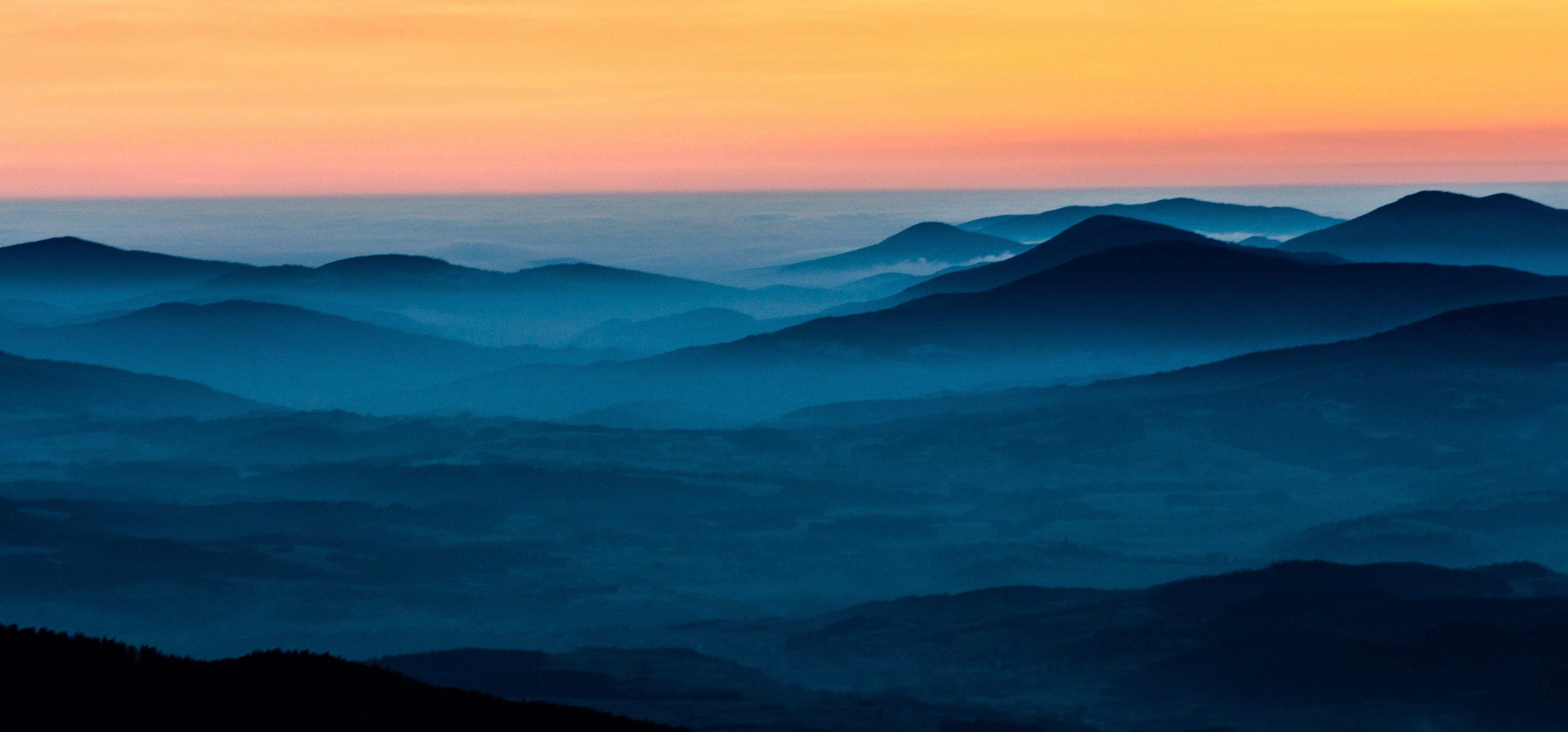
Mittelgebirge in Polen: Babia Góra in den Saybuscher Beskiden

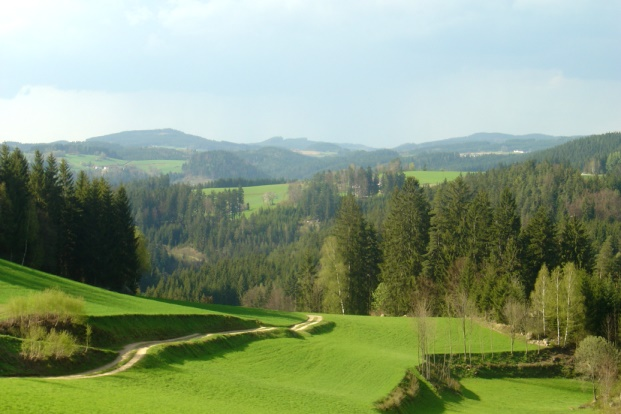
Mittelgebirge in Österreich: südliche Böhmerwald-Ausläufer im Mühlviertel

### Mittelgebirgsschwelle
Den Norden von Mitteleuropas Montanzone nimmt die bis zu 1602 m (Schneekoppe) hohe Mittelgebirgsschwelle ein. Im Westen bei den belgisch-französischen Ardennen beginnend, reicht sie über die Mitte Deutschlands, Polens und Tschechien hinweg bis zu den Karpaten in Südostpolen und der Slowakei. Neben dem Rheinischen Schiefergebirge zählen auch z. B. Harz, Rhön, Thüringer Wald, Fichtelgebirge dazu.
Den Osten der Mittelgebirgsschwelle nimmt die Böhmische Masse ein. Auf ihr liegt ein Großteil der Fläche Tschechiens. An den Außenkämmen liegen Teile der Grenzen Tschechiens zu Deutschland (Erzgebirge und Bayerischer Wald/Böhmerwald), Polen (Sudeten) und Österreich (Ausläufer des Böhmerwaldes).

### Westkarpaten
Die Westkarpaten liegen zwischen Polen und der Slowakei sowie zu einem kleineren Teil auch in Tschechien. Einen Großteil der Westkarpaten nehmen die bis zu 1725 m (Babia Góra) hohen Beskiden ein, die das höchste Mittelgebirge in Mitteleuropa sind. Zudem sind Gorce und Pieninen Teil der Westkarpaten. An der Grenze zwischen Mittel- und Osteuropa liegen die Mittelgebirge Waldkarpaten und Bieszczady. Die Tatra, insbesondere die Hohe Tatra, an der polnisch-slowakischen Grenze ist bereits ein Hochgebirge.

### Ungarisches Mittelgebirge
Das Ungarische Mittelgebirge ist ein alter vulkanischer Rest inmitten der Pannonischen Tiefebene. Er steht geologisch aber mit der Thermenzone der Alpen und dem subalpinen Vulkanismus des Grazer Beckens in Zusammenhang (markiert vermutlich eine Stoßgrenze der Alpen über die Rhodopenplatte). Es zieht sich vom Plattensee bis nördlich Budapest und ist der Grund für das charakteristische ungarische Donauknie. Dabei trennt es die Große Pannonische Tiefebene von der Kleinen.

### Schichtstufenländer beiderseits des Oberrheingrabens

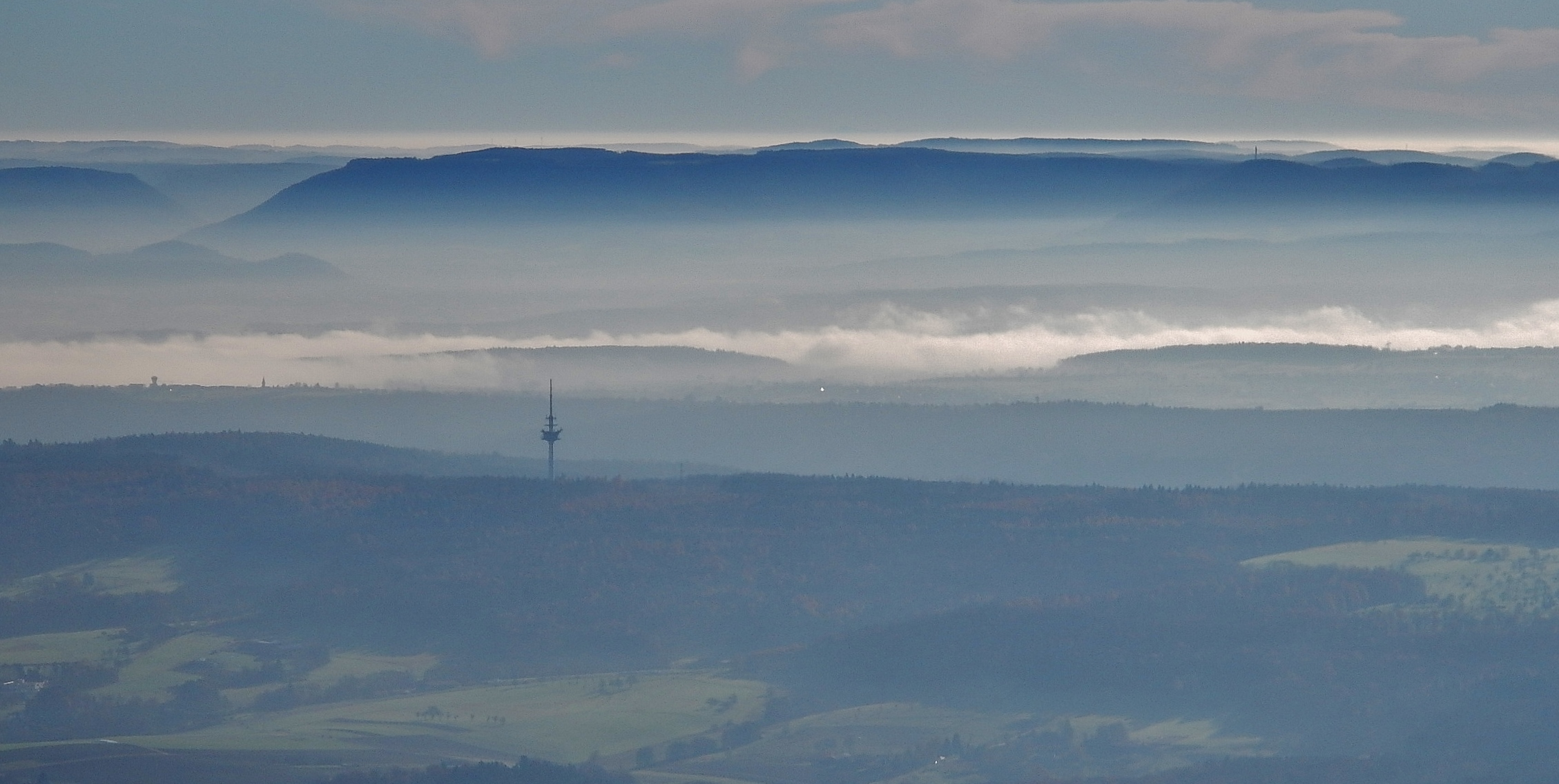
Die Schwäbische Alb als Schichtstufe

Südlich der Schwelle schließen sich beidseitig des Oberrheingrabens bis 1493 m hohe Schichtstufenländer an, die nach Osten und Westen abfallen. 
- Das rechtsrheinische Süddeutsche Schichtstufenland reicht südlich bis zum Alpenvorland und nimmt große Teile von Deutschlands Süden ein: Neben dem Schwarzwald gehören auch Odenwald, Schwäbische und Fränkische Alb dazu.

- Das linksrheinische, bis 1424 m hohe Französische Schichtstufenland mit den Vogesen reicht nach Südwesten bis zum Pariser Becken und nimmt nur im äußersten Nordosten (Pfalz) deutschen Boden ein.

## Mittelgebirge in Westeuropa

### Jura

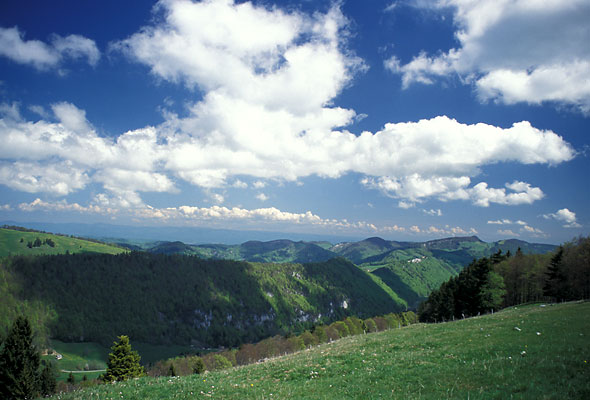
Der Faltenjura im Kanton Solothurn

Das bis 1720 m hohe Juragebirge schließt sich südlich an die Schichtstufenländer an. Es liegt an der Grenze zwischen Frankreich und der Schweiz und wird östlich durch das Mittelland von den Alpen getrennt. Es übersteigt in mehreren Regionen die Baumgrenze und stellt bereits einen Grenzfall zum Hochgebirge dar. Als Faltengebirge ist der Jura gleichzeitig mit den Alpen entstanden, in deren Richtung auch die Traufe des Hauptkammes ausgerichtet ist. Letztlich zeigt der Jura also mehr Bezüge zu Alpen und Voralpen als zu den anderen mitteleuropäischen Mittelgebirgen.

### Randalpine Mittelgebirge
Während man die Vorgebirge rund um die Alpen (Voralpen) direkt als deren Untergruppen sieht, gibt es einige Mittelgebirgszüge, die – aus verschiedenen Gründen – nicht zu den Alpen gerechnet werden:
- Massif des Maures in Südfrankreich (gehört geologisch nicht zu den Alpen, ein verschleppter Rest apulische Platte)
- Jura (siehe oben, wurde in der frühen Geographie als Zug der Alpen gesehen)
- Napfbergland und Tössbergland in der Schweiz gehören geologisch zum Mittelland, sind aber mit rund 1400 m Höhe separate Mittelgebirge.
- Hausruck und Kobernaußerwald, Oberösterreich (trotz des Ausmaßes nur ein Rest der Sedimente der Vorlandmolasse)

Umgekehrt gehört der Karst, landschaftlich Vorland der Dinariden, geologisch noch zum Komplex der Südlichen Ostalpen. Das Plateau weist trotz seiner orographischen Eigenständigkeit nurmehr entfernt Mittelgebirgscharakter auf.

### Zentralmassiv
Mit bis 1886 m noch höher als der Jura ist das Zentralmassiv, das im Süden Frankreichs zentral zwischen Alpen und Pyrenäen liegt. Trotz seiner Höhe übersteigt das Massiv seiner mittelmeernahen, milderes Klima begünstigenden Lage wegen nicht die Baumgrenze. Somit stellt das flächenmäßig sehr ausgedehnte Zentralmassiv zwar ziemlich eindeutig ein Mittelgebirge dar, befindet sich jedoch bereits außerhalb der gemäßigten Zone Mitteleuropas.

## Mittelgebirge in Südeuropa

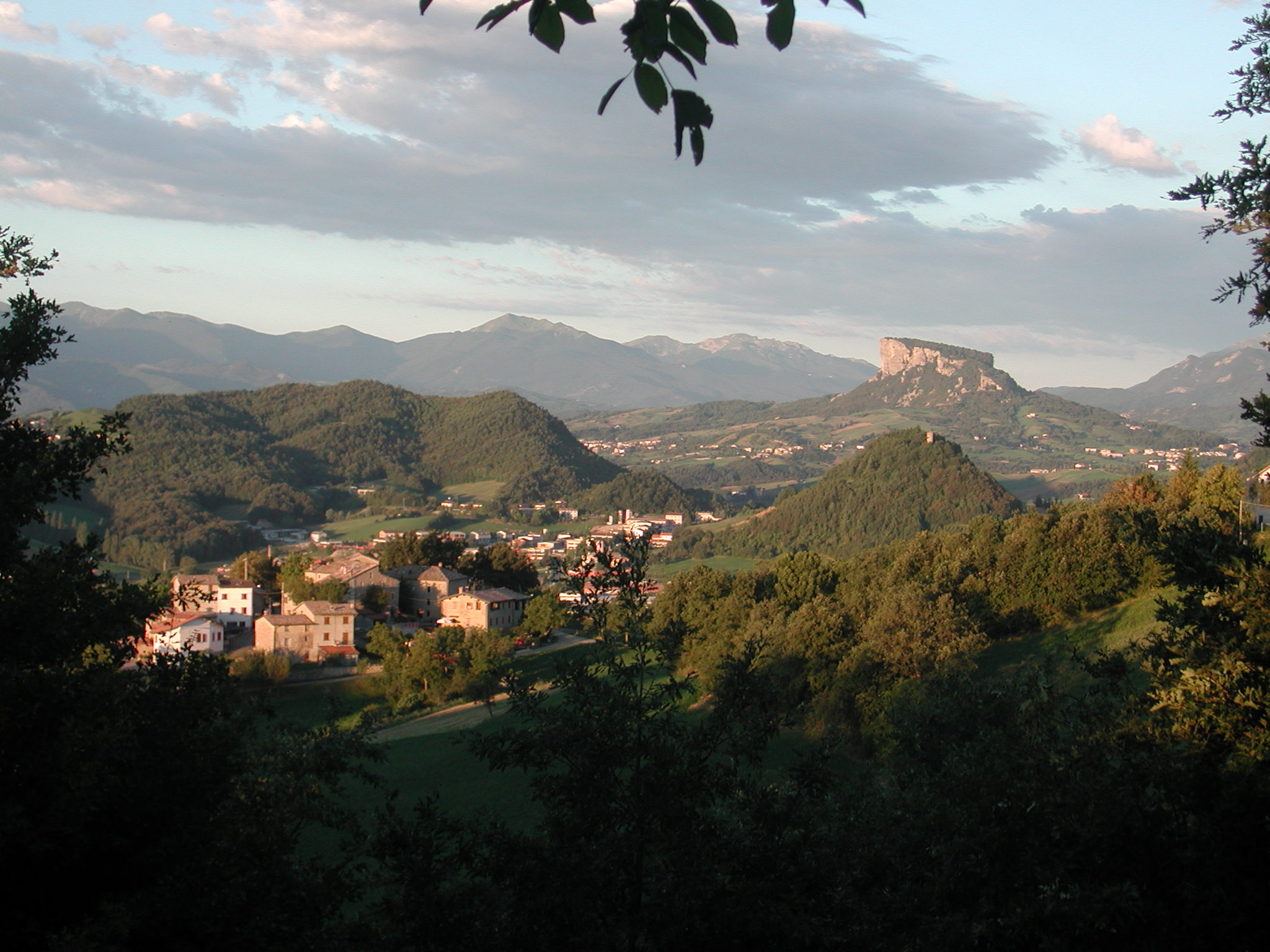
Gelände im nördlichen Apennin. Im Hintergrund eine auffällige Felsformation, die Pietra di Bismantova.

### Apennin
Die Zentralkette der Italienischen Halbinsel, der Apennin, ist auf seiner ganzen Länge, vom Übergang zu den Meeralpen, bis zum Übergang nach Sizilien, weitgehend ein Mittelgebirge, gewinnt aber im Zentralabschnitt in den Abruzzen (Gran-Sasso-Massiv 2912 m) auch stückweise Hochgebirgscharakter.

## Die deutschen Mittelgebirge

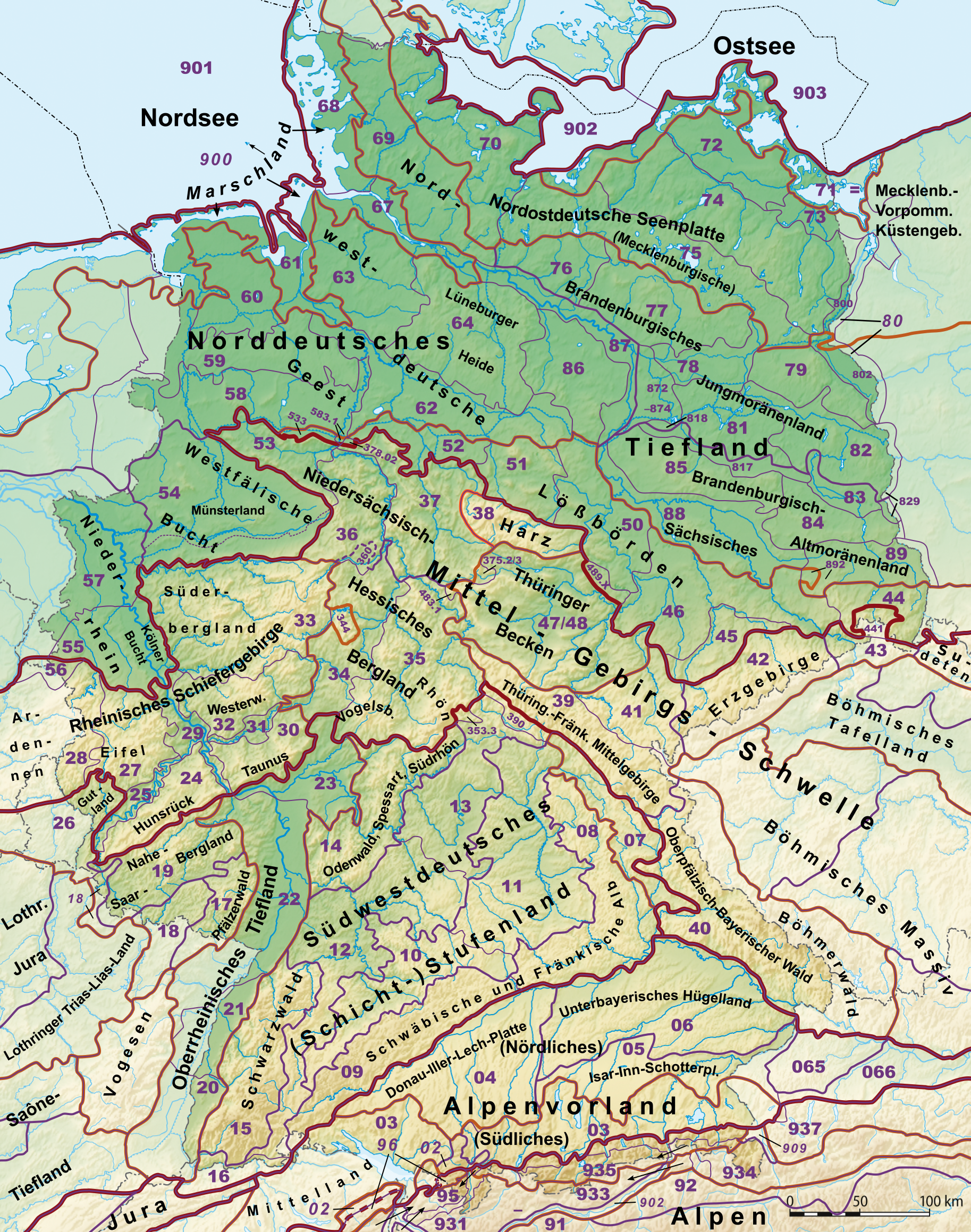
Naturräumliche Gliederung Deutschlands

Alle Gebirge in Deutschland mit Ausnahme der Alpen und des Alpenvorlandes sind Mittelgebirge. Mehr als die Hälfte von ihnen zählt zur Deutschen Mittelgebirgsschwelle. Einen weiteren, nicht unbeträchtlichen Teil im Süden bildet das Süddeutsche Schichtstufenland, während nur die (westliche) Pfalz dem Nordfranzösischen Schichtstufenland zugerechnet wird.

### Entstehung der deutschen Mittelgebirge
Im Laufe der Erdgeschichte entstanden Gebirge; ab dann unterlagen sie langfristigen Entwicklungen (z. B. Erosion). Die Gesteine der deutschen Mittelgebirge sind zusammen mit den kaledonischen Gebirgen sowie dem ebenfalls variszischen Uralgebirge die ältesten Europas. Ihr heutiges Aussehen hat sich im Laufe der Jahrmillionen völlig verändert, unterschiedliche Hebungs- und Senkungsphasen wechselten sich ab, die heute oberflächlich antreffbaren Mittelgebirge (die Schichtstufen ausgenommen) repräsentieren vertikal wie horizontal die Reste der variszischen Gebirge, welche sich zum Großteil unter den sedimentären Schichten (Deckgebirge) Europas fortsetzen.
Ab dem Karbon, also vor rund 350 Millionen Jahren bildeten sich in Mitteleuropa die variszischen Gebirge durch die Kollision mehrerer kontinentaler Platten, sowie Subduktion von ozeanischer Kruste. Schon während der Entstehung begann die Abtragung des Gebirges als exogener Einfluss, bereits im Perm waren größere Beckenstrukturen innerhalb des ehemaligen Gebirges entstanden.
In der Zeit der Trias, welche vor etwa 225 Millionen Jahren begann, befand sich das heutige Mitteleuropa zeitweise über, zeitweise unter dem Meeresspiegel (siehe auch Transgression und Regression). Daher finden sich in den deutschen Mittelgebirgen heute verschiedene Sedimentschichten: Zumeist wechseln sich Buntsandstein als terrestrische und Keuper sowie Muschelkalk als marine Sedimentschichten ab. Zur Zeit des Jura wurde insbesondere Kalk und in der Kreidezeit hauptsächlich Kreide abgelagert.
Im Tertiär kam es zur alpidischen Gebirgsbildung, wodurch starke Kräfte auf die Rümpfe der variszischen Gebirge wirkten. Da die Gesteine bereits gefaltet waren, führten weitere Spannungen zu einer Anhebung sowie Rissen und Brüchen, wodurch wiederum Bruchschollen entstanden. Diese Bruchschollen wurden teilweise unterschoben und daher angehoben (Horstscholle, z. B. Harz, Oberpfälzer Wald), eine Absenkung (Grabenbruch, z. B. Oberrheingraben) oder schoben sich übereinander (Pultscholle, z. B. Erzgebirge). Dadurch finden sich die verschiedensten Formen in den deutschen Mittelgebirgen, was auch auf die Abtragung der Sedimente aus dem Mesozoikum (Trias, Jura, Kreide) zurückzuführen ist. In einigen Mittelgebirgen sind die Sedimente relativ gut erhalten, in anderen wurden sie völlig abgetragen. Bestimmender Faktor ist dabei die geografische Lage und die damit verbundene Stärke exogener Vorgänge. Auch eine vulkanische Prägung einiger Regionen fand im Tertiär statt: So fallen z. B. die aktiven Vulkane der Kuppenrhön, des Kaiserstuhls oder des Vogelsbergs in diese Zeit.

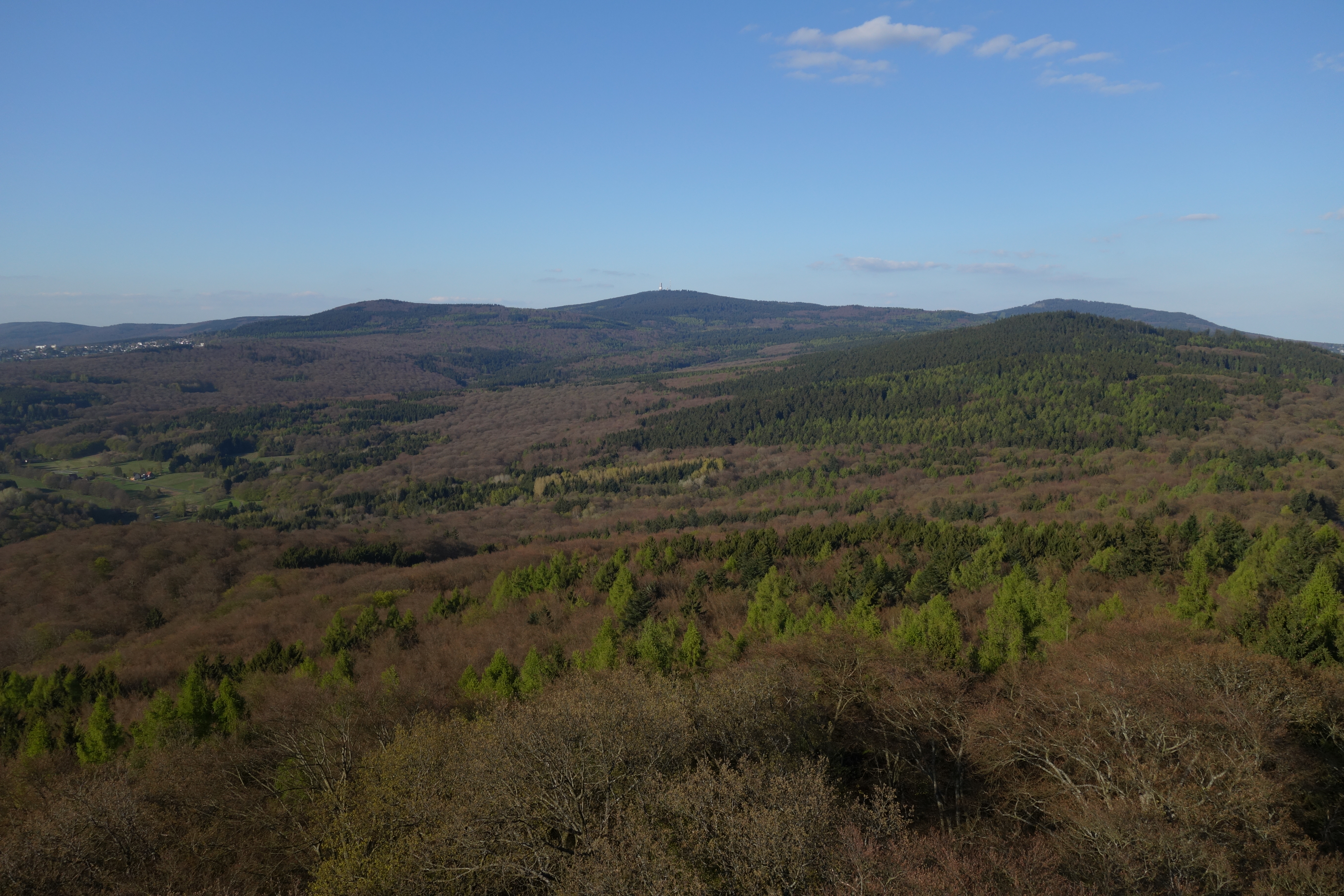
Der Taunus in Hessen
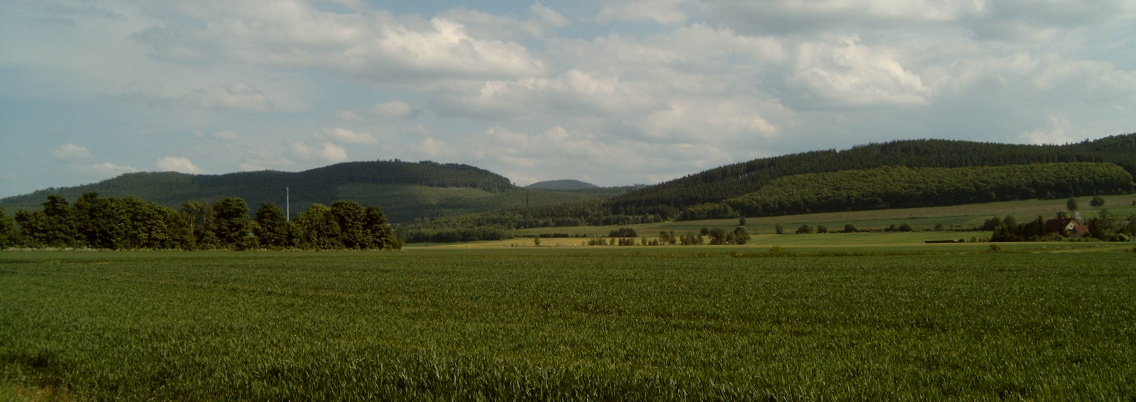
Mittelgebirge in Niedersachsen: der Harz (Nordflanke bei Astfeld)
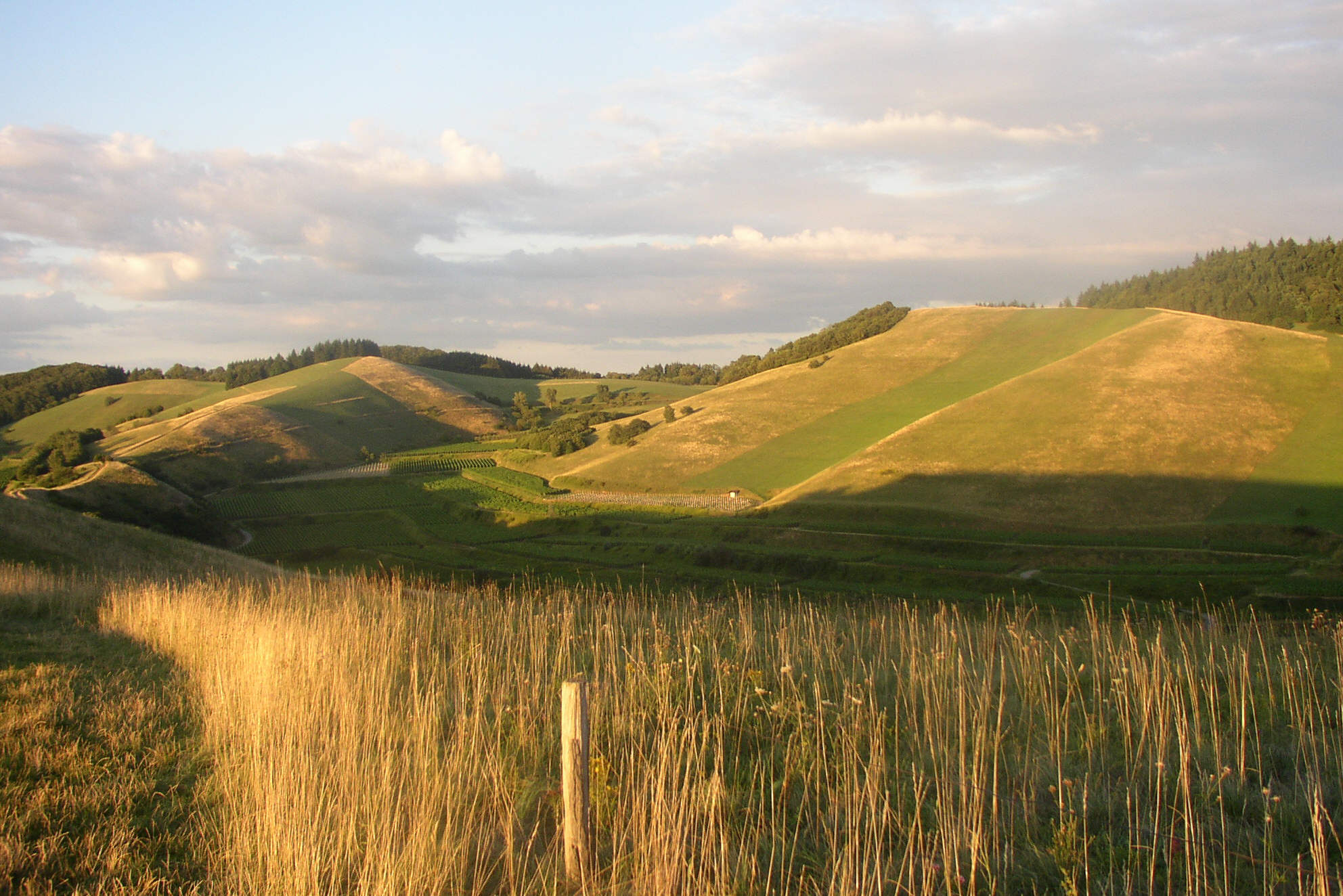
Ein junges Mittelgebirge in Baden-Württemberg: der Kaiserstuhl
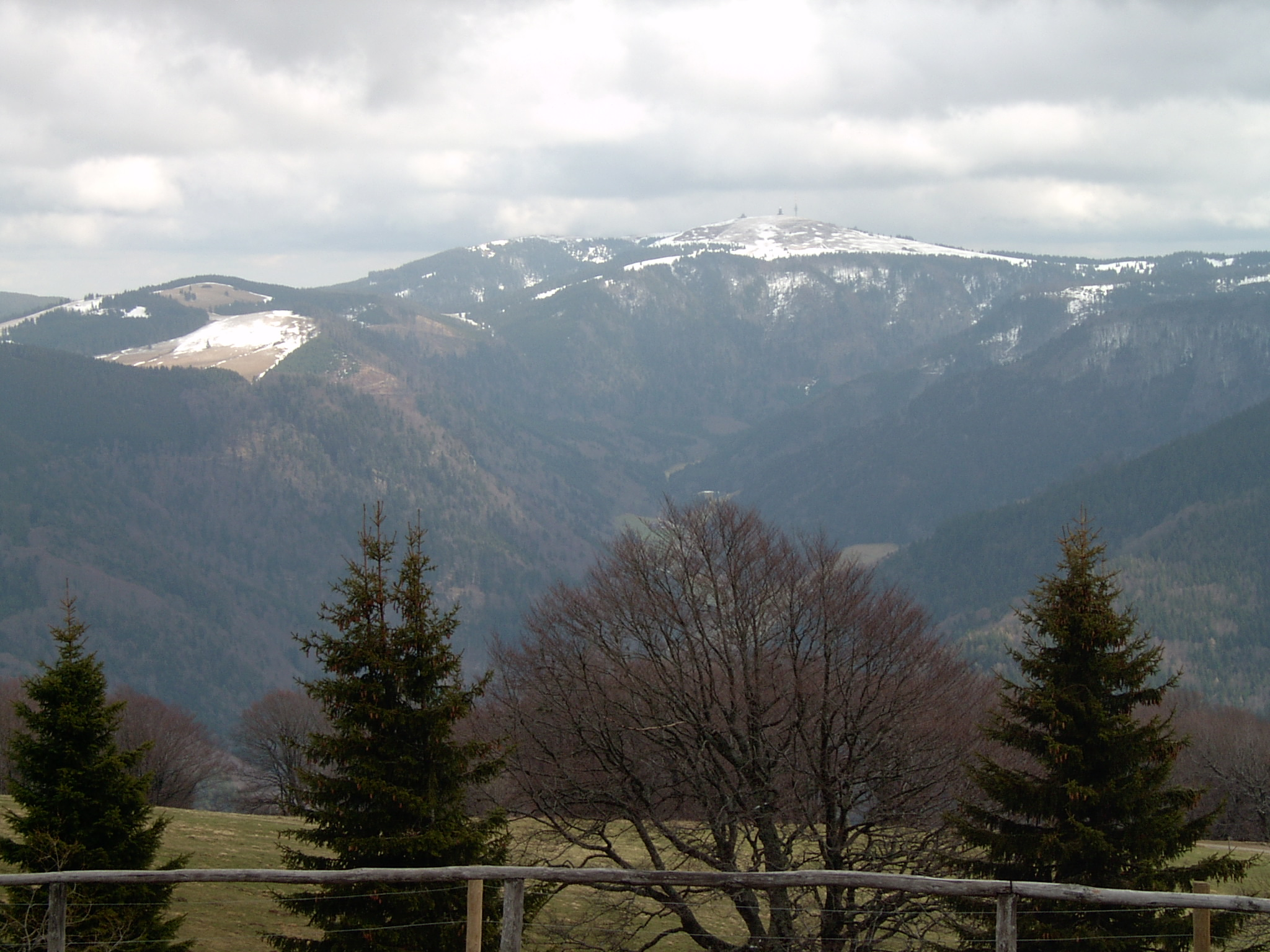
Feldberg, Schwarzwald
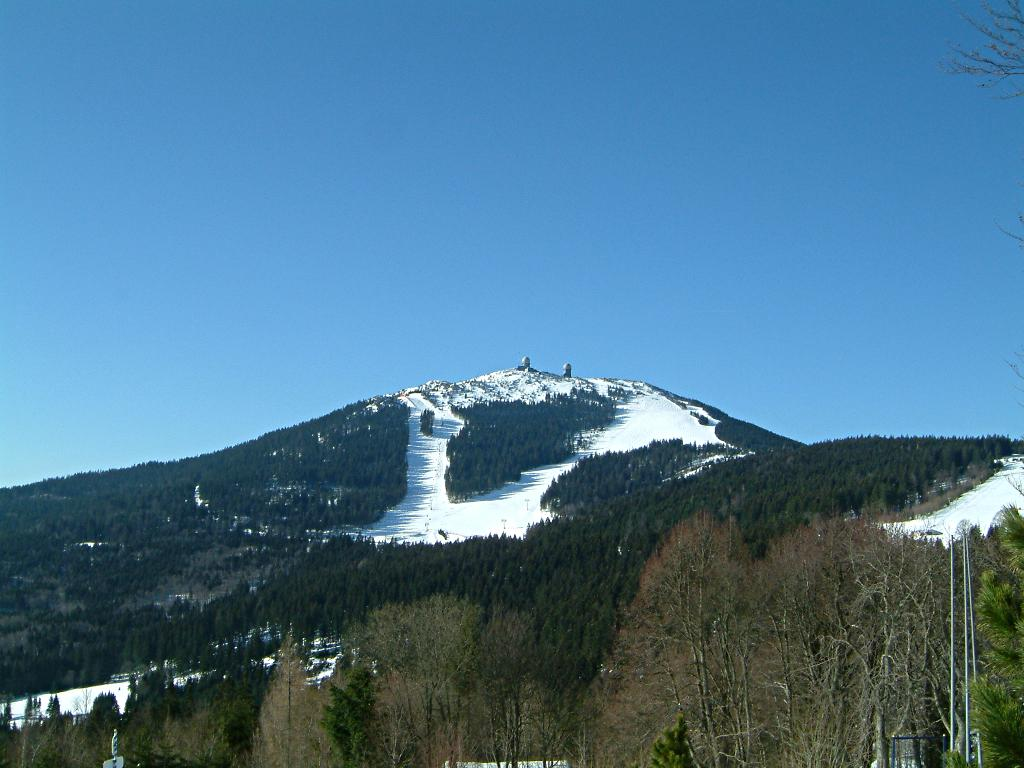
Großer Arber, Bayerischer Wald
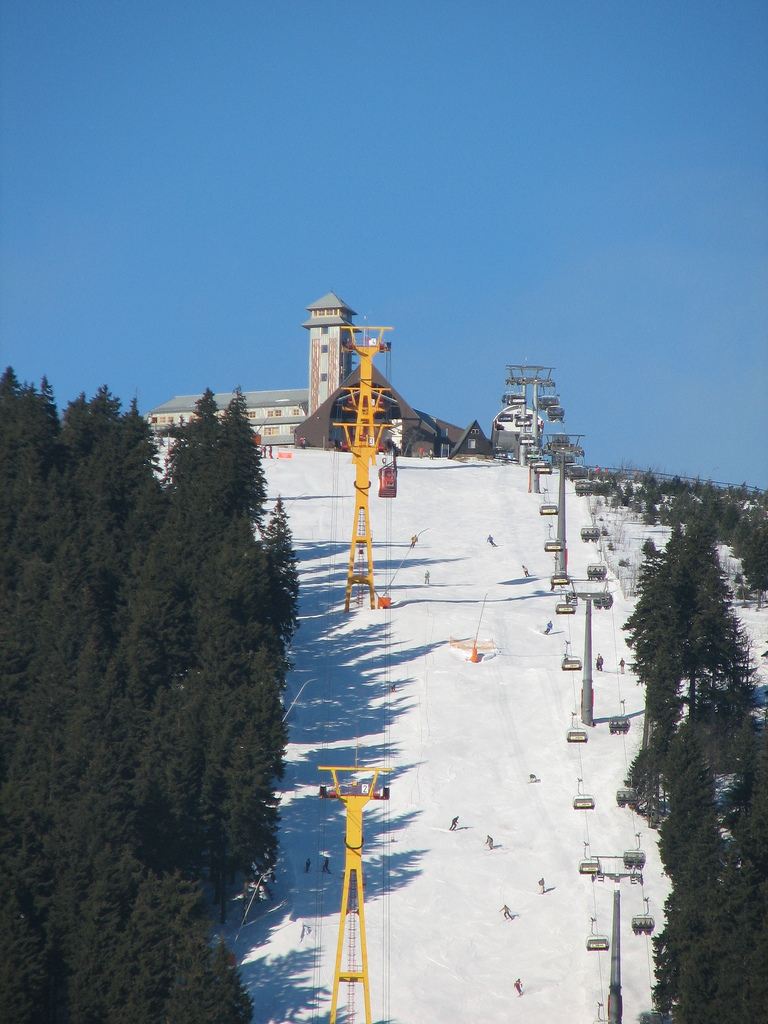
Fichtelberg, Erzgebirge
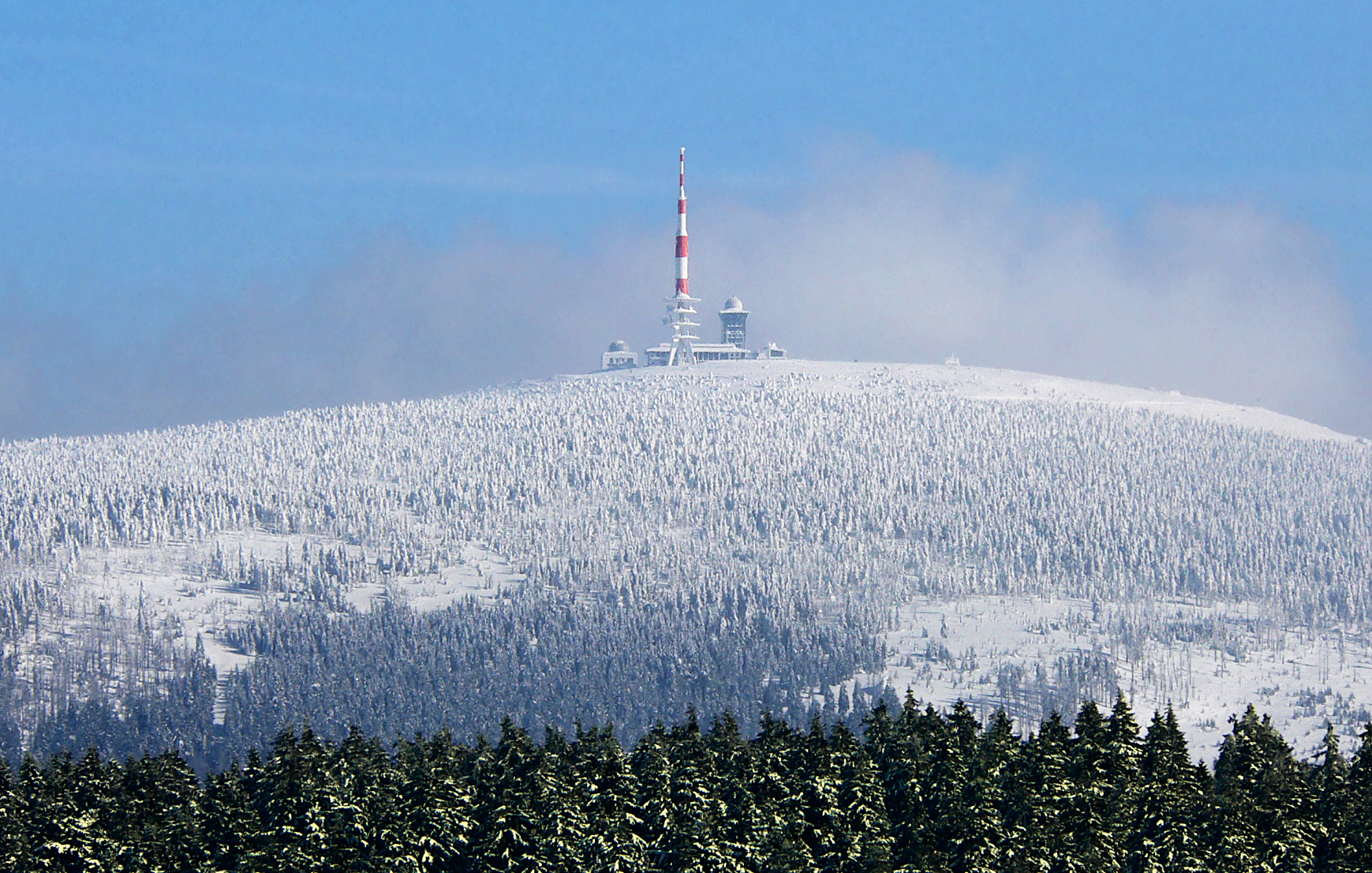
Brocken, Harz
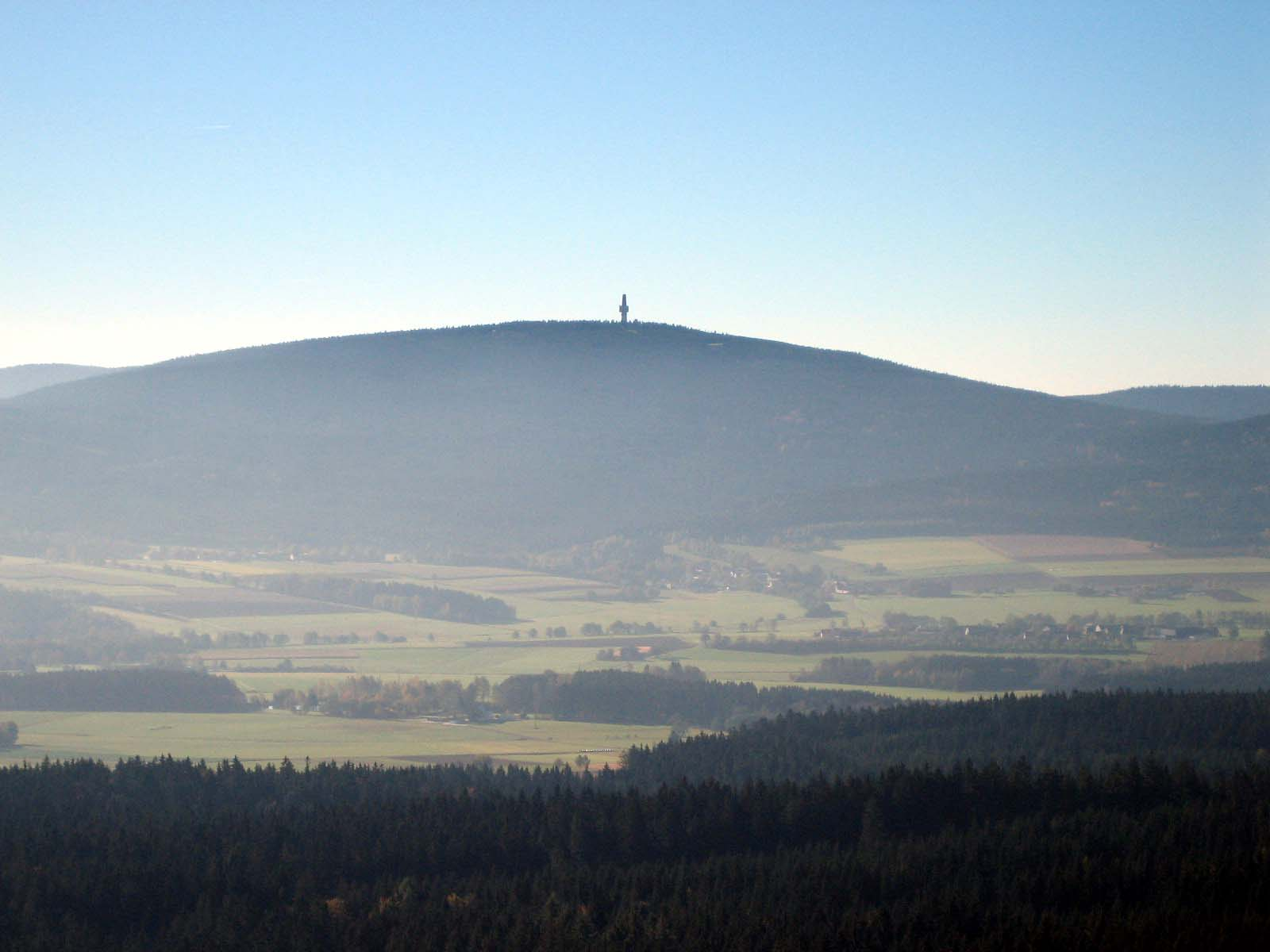
Schneeberg, Fichtelgebirge
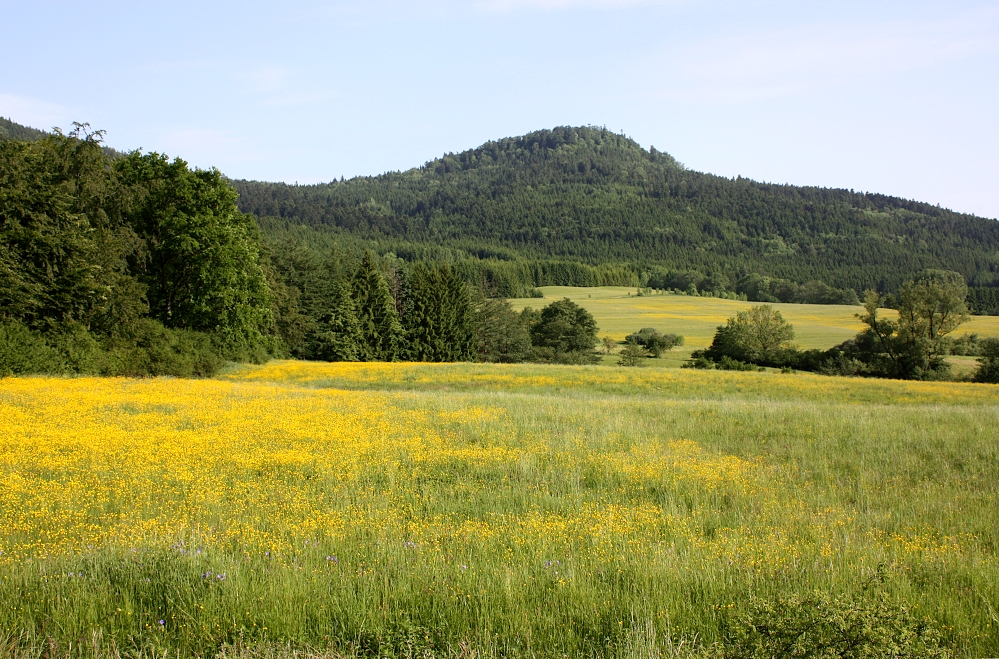
Lemberg, Schwäbische Alb
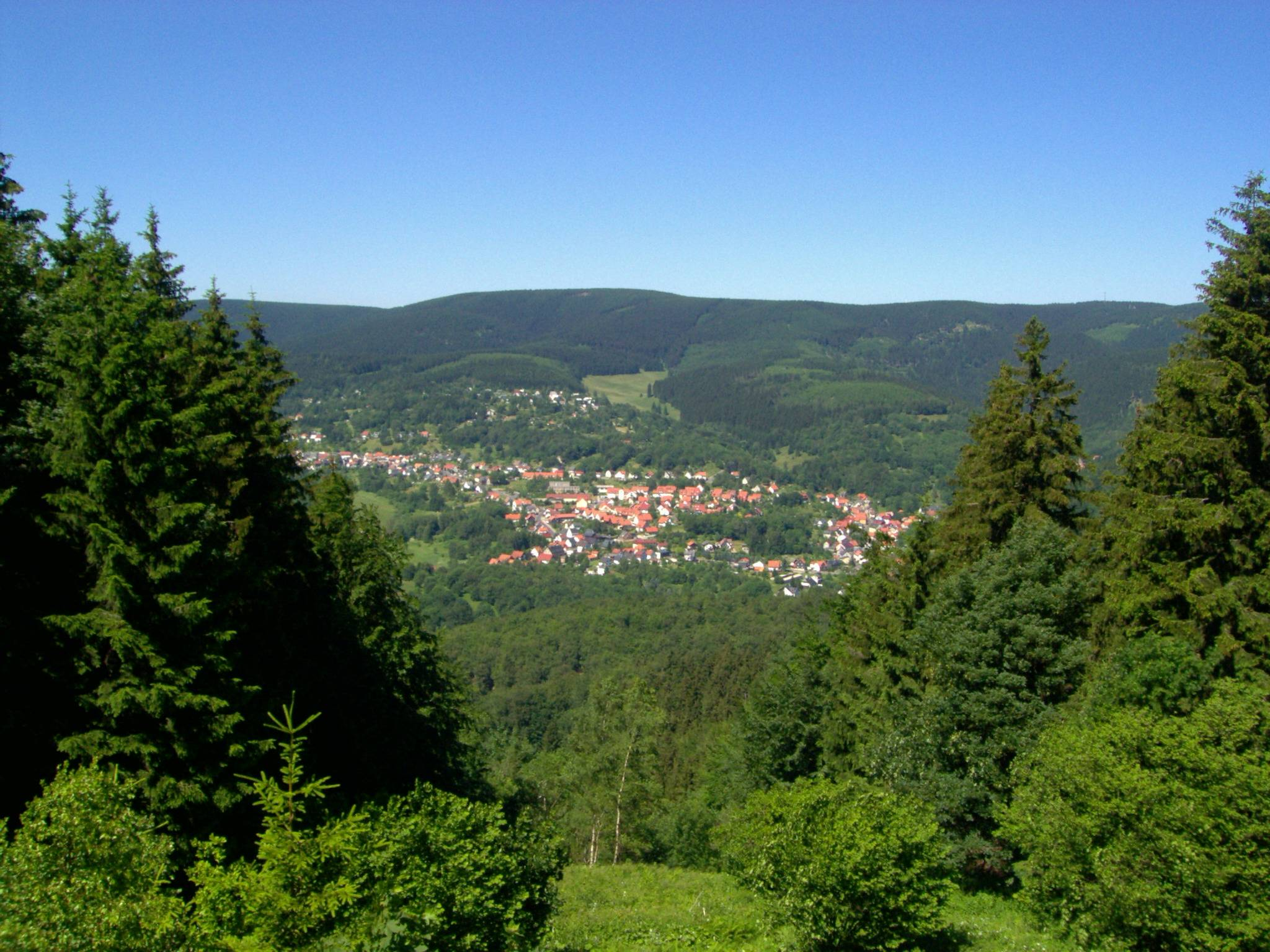
Großer Beerberg, Thüringer Wald
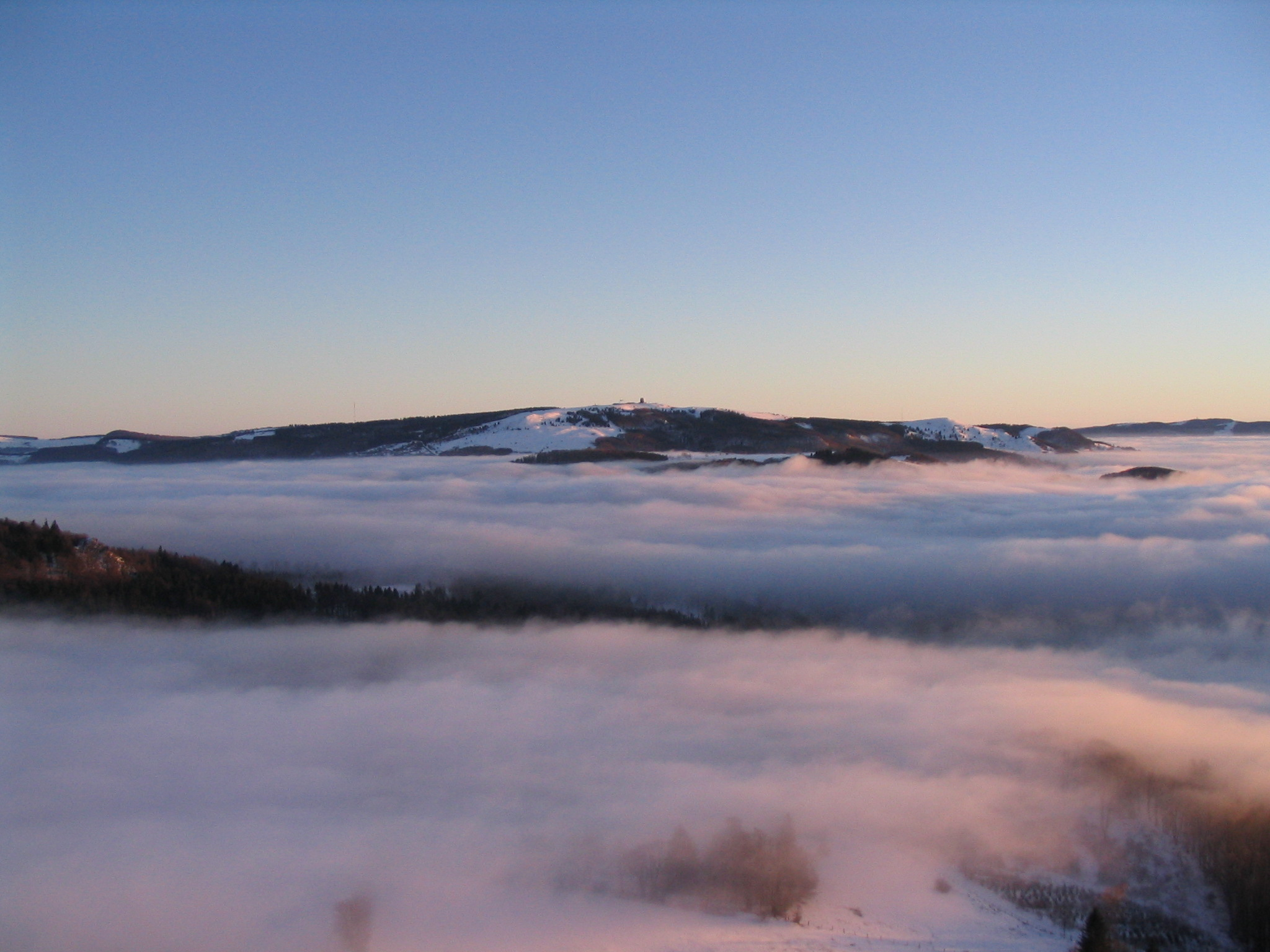
Wasserkuppe, Rhön